# 蔡函岑
蔡函岑（1985年12月24日—），出道藝名「寒」，2009年使用藝名「蔡芷紜」，2014年10月後改回使用本名。藝人五熊的親姊姊。

## 演出作品

### 電視劇
| 年份   | 劇名                | 飾演                                          | 性質                  | 播出頻道             |
| ------ | ------------------- | --------------------------------------------- | --------------------- | -------------------- |
| 2005年 | 終極一班            | 蔡雲寒（金剛姐姐）                            | 重要配角              | 八大                 |
| 2006年 | 東方茱麗葉          | 同學                                          | 客串                  | 八大                 |
| 2006年 | 花樣少年少女        | 梅曉緒                                        | 配角                  | 八大                 |
| 2007年 | 終極一家            | 韓克拉瑪．寒/韓克拉瑪．冰心 /韓克拉瑪．綿綿冰 | 女主角 客串           | 八大                 |
| 2008年 | 霹靂MIT             | 黃心怡（狗狗）                                | 單元主角              | 民視、八大           |
| 2009年 | 有你真好            | 董慧蘭                                        | 第二女主角            | 大愛電視台           |
| 2009年 | 終極三國            | 喬瑋 (大喬) 韓克拉瑪．寒(灸舞易容)            | 重要配角 客串(第51集) | 民視、八大           |
| 2010年 | 萌學園之萌騎士傳奇  | 烏克娜娜                                      | 女主角                | 東森幼幼台           |
| 2010年 | 萌學園2聖戰再起     | 烏克娜娜                                      | 女主角                | 東森幼幼台           |
| 2010年 | 愛似百匯            | 情侶B                                         | 客串                  | 民視、八大           |
| 2011年 | 萌學園3魔法號令     | 烏克娜娜                                      | 女主角                | 東森幼幼台           |
| 2011年 | 萌學園外傳          | 烏克娜娜                                      | 女主角                | 東森幼幼台           |
| 2011年 | 華麗的挑戰          | 話劇-朋友A                                    | 客串                  | 民視、八大           |
| 2012年 | 絕對達令            | 方智希                                        | 配角                  | 民視、八大           |
| 2012年 | 愛情闖進門          | 謝小芬                                        | 配角                  | 八大綜合台、安徽衛視 |
| 2013年 | 原來是美男          | 谷夢涵（高母）                                | 客串                  | 八大綜合台、民視     |
| 2013年 | 終極一班3           | 蔡雲寒（金剛姐姐）                            | 重要配角              | 八大綜合台           |
| 2014年 | 流氓蛋糕店          | 寒                                            | 客串                  | 台視、八大           |
| 2014年 | 麻辣教師GTO         | 老師                                          | 配角                  | 八大綜合台           |
| 2014年 | 終極X宿舍           | 韓克拉瑪．寒                                  | 女主角                | 八大、中視           |
| 2015年 | 吉姐當家            | 方雅玲(登場集數8-15，17，19-20)               | 配角                  | 大愛電視台           |
| 2016年 | 阿燕                | 阿惠(登場集數2-9，14，18，19)                 | 配角                  | 大愛電視台           |
| 2019年 | 鑑識英雄II 正義之戰 | 苏亭蕴 (蘇蘇)                                 | 配角                  | 中視                 |
| 2019年 | 愛的路上我和你      | 明珠(登場集數14-21)                           | 配角                  | 大愛電視台           |
| 2020年 | 覆活                | 小米                                          | 配角                  | 台視主頻、八大綜合台 |

### 電影
| 年份      | 劇名             | 飾演   | 性質             | 大螢幕片商   | 合作演员 |
| --------- | ---------------- | ------ | ---------------- | ------------ | -------- |
| 2015年    | 《信》           | 王雨   | 雙女主角其中之一 | 華羽先生傳媒 | 文雨非   |
| 2015年    | 《我的蛋男情人》 | 護士   | 客串             |              |          |
| 2017年4月 | 《有一種喜歡》   | 魏恬恬 | 2018.3.30上映    |              |          |

### 微電影
| 年度           | 片名                       | 飾 演  |
| -------------- | -------------------------- | ------ |
| 2013年10月27日 | 燃夢少年                   | 蔡芷紜 |
| 2016年11月     | 聖誕是份禮物               | 女主角 |
| 2018年5月8日   | 新北市政府孕育、運育       | 可環   |
| 2021年11月13日 | 收刀入鞘前導心靈微電影計畫 | 陳佩君 |

### 舞台劇
| 年份              | 劇名         | 飾演 |
| ----------------- | ------------ | ---- |
| 2018年            | 《媽媽歌星》 |      |
| 2020年12月12-20日 | 《等待天使》 | 小燕 |

### 電視原聲帶
| 日期           | 歌曲       | 合唱者         | 備註                          |
| -------------- | ---------- | -------------- | ----------------------------- |
| 2007年3月23日  | 親夏天一下 | 蔡頤榛、鄭元暢 | 收錄：《熱情仲夏電視原聲帶》  |
| 2007年12月28日 | Heaven     | 蔡頤榛         | 收錄：《惡作劇2吻電視原聲帶》 |

### 音乐录影带(MV)
- 2014年 強辯樂團《水晶球》

## 節目通告
- 2007/03/23 康熙來了 熱情仲夏 擔任五熊的來賓
- 2007/04/07 娛樂百分百 我家也有大明星之五熊
- 2007/08/06 娛樂百分百 終極一家粉絲同樂會
- 2007/08/07 女人我最大 終極一家
- 2007/08/27 娛樂百分百 終極一家藝能發表會
- 2007/09/06 娛樂百分百 戀愛百分百 汪東城、小龍女
- 2008/02/28 女人我最大 尷尬髮型
- 2008/03/26 女人我最大 春夏洋裝搭配
- 2008/06/19 女人我最大
- 2009/08/19 娛樂百分百新聞
- 2010/06/12 東森綜合台 消費估估樂 參加錄影(2010/07/02播出)
- 2010/06/15 華視 天才衝衝衝 參加錄影(2010/06/19播出)
- 2010/07/10 華視 天才衝衝衝
- 2010/07/13 中視 綜藝大哥大 參加錄影(2010/07/17播出)
- 2010年6月19日《天才衝衝衝》其他嘉賓：蝴蝶姐姐
- 2010年7月2日《消費估估樂》其他嘉賓： 夏靖庭 、利昂霖
- 2010年7月10日《天才衝衝衝》其他嘉賓：蝴蝶姐姐
- 2010年7月12日《歡樂幸運星》宣傳:萌學園之萌騎士傳奇 其他嘉賓:五熊 ,博焱
- 2011年1月1日《超級總動員》其他嘉賓:張善為、文雨非、草莓姐姐、博焱 超級總動員(Super Talent Show)第5季第6集
- 2011年1月15日《綜藝大國民》主題:國民捜査線 其他嘉賓：蔡頤榛
- 2011年1月31日《天黑請閉眼》其他嘉賓：宏都拉斯...
- 2011年2月8日《天黑請閉眼》其他嘉賓:瑤瑤...
- 2011年9月11日《超級總動員》其他嘉賓:林奕勳
- 2011年9月18日《超級總動員》其他嘉賓:李昂霖
- 2011年10月13日《一袋女王》 主題:女明星家人爆料會 其他佳賓:蔡頤榛、曾莞婷、湘瑩
- 2011年12月18日《超級總動員》其他嘉賓:蔡頤榛、蔡昀彤、甄莉、Vicky 超級總動員(Super Talent Show)第6季 第20集
- 2012年1月8日《超級總動員》主題:萌學園特輯 其他嘉賓:蔡頤榛 超級總動員(Super Talent Show)第6季 第23集M
- 2012年2月5日《超級總動員》主題:萌學園特輯 其他嘉賓:劉書宏 超級總動員(Super Talent Show)第6季 第28集
- 2012年5月23日《SS小燕之夜》主題:我的手足是藝人 其他嘉賓:蔡頤榛、馬國賢、馬國光、馬國強、高山峰、高培騰
- 2012年6月10日《超級總動員》其他嘉賓:李昂霖
- 2012年7月15日《超級總動員》其他嘉賓:林奕勳
- 2013年7月29日《型男大主廚》其他嘉賓:蔡頤榛、林雨宣、方宥心
- 2013年9月24日《型男大主廚》其他嘉賓:蔡頤榛、大牙、瑤瑤
- 2014年1月22日《型男大主廚》其他嘉賓:蔡頤榛、APPLE、瑤瑤
- 2014年3月18日(錄影) 2014年4月10日播出《娛樂百分百》其他嘉賓:宏正、偉晉、卓文萱、程予希、Chris
- 2014年6月4日《終極X宿舍宣傳》(現場直播) 2014年6月4日播出《娛樂百分百》其他嘉賓:宏正、偉晉、明傑、阿喜
- 2014年6月16日《娛樂百分百遊戲王》其他嘉賓:宏正、偉晉、明傑、阿喜、Albee
- 2014年6月20日《女人我最大》其他嘉賓:宏正、偉晉、明傑、阿喜、陳博正、黃小柔
- 2014年6月24日《娛樂百分百》其他嘉賓:宏正、偉晉、明傑、藍心湄
- 2014年6月29日《最強大國民》其他嘉賓:宏正、偉晉、明傑、梁赫群
- 2014年7月7日《娛樂百分百》終極x宿舍影友會其他嘉賓:宏正、偉晉、明傑
- 2014年8月1日《寶物博很大錄影》2014年8月21日《寶物博很大》播出 其他嘉賓:蔡頤榛
- 2014年8月10日《真的了不起錄影》2014年8月19日《真的了不起》播出 其他嘉賓:蔡頤榛
- 2014年9月24日《型男大主廚錄影》預計2014年10月13日《型男大主廚》 其他嘉賓:蔡頤榛、瑤瑤
- 2015年1月21日《型男大主廚》其他嘉賓:王美玲、曾沛慈
- 2015年5月4日《型男大主廚錄影》2015年5月22日《型男大主廚》 播出其他嘉賓:蔡頤榛
- 2015年6月15日《型男大主廚錄影》2015年6月29日《型男大主廚》播出 其他嘉賓:王美玲
- 2015年8月20日《型男大主廚錄影》2015年8月19日~8月20日《型男大主廚》播出其他嘉賓:王美玲、哈孝遠
- 2015年10月14日《型男大主廚錄影》2015年10月23日 《型男大主廚》播出: 其他嘉賓:王美玲、張棋惠、許孟哲
- 2015年11月18日《型男大主廚錄影》 2015年12月14日《型男大主廚》播出其他嘉賓:王美玲、黃小柔、呂來金
- 2015年11月26日《一袋女王》 2016年1月14日《一代女王》播出其他嘉賓:王美玲、蔡頤榛、曾莞婷、曾媽、張文琦、張媽
- 2015年12月10日《型男大主廚錄影》2015年12月23日 《型男大主廚》播出: 其他嘉賓:李易、Amanda、趙正平
- 2016年1月13日《今晚誰當家錄影》2016年2月4日《今晚誰當家》博焱、李天柱、梁佑南、羅巧倫、紅毛
- 2016年1月26日《旅行應援團錄影》2016年3月26日《旅行應援團》蔡頤榛、曾子余
- 2016年1月27日《型男大主廚錄影》2016年2月26日《型男大主廚》蔡頤榛、王美玲
- 2016年3月2日《型男大主廚錄影》2016年3月14日《型男大主廚》劉書宏、小薰、葉瑋庭
- 2016年4月27日《型男大主廚錄影》2016年5月18日《型男大主廚》王美玲、劉書宏、周美慧、林昕陽、林玉泉
- 2016年4月27日《型男大主廚錄影》2016年5月19日《型男大主廚》王美玲、劉書宏、周美慧、林昕陽、林玉泉
- 2016年7月1日《型男大主廚》曾沛慈、文雨非、風田
- 2016年8月22日《型男大主廚》吳鳳、周興哲、吳思賢
- 2016年10月18日《型男大主廚》蔡頤榛、張芸京，許富凱
- 2016年10月20日《18歲不睡》蔡頤榛、李昂霖、曾子余、林奕勳、劉書宏、夏宇童
- 2017年1月14日《型男大主廚錄影》2017年2月15日《型男大主廚》蔡燦得、SpeXial 風田 Teddy
- 2017年4月12日《型男大主廚錄影》2017年5月17日《型男大主廚》SpeXial 明傑 、Apple、黃沐妍
- 2017年7月5日《型男大主廚錄影》 2017年8月19日《型男大主廚》解婕翎 解偉苓 李崗霖
- 2017年9月23日《天天樂財神錄影》2017年10月5日《天天樂財神》蔡頤榛 綠茶 潘慧如
- 2017年10月18日 《麻辣天后傳》 郭鐵人、張雁名、楊子儀、陳沂、李懿、Eason、楊晨熙
- 2017年11月16日《一袋女王錄影》 2017年11月29日《一袋女王》蔡頤榛、王美玲、徐小可、可弟、可爸、瑪莉亞、瑪莉亞妹、瑪莉亞媽媽
- 2017年11月21日《碰碰發財星》 趙正平、潘慧如
- 2017年11月22日《型男大主廚》 黃小柔、安妮、方炯鑌、張智成、陸明君、柯朋宇
- 2017年11月23日《型男大主廚》 黃小柔、張棋惠、安妮、顧又銘
- 2017年11月24日《天天樂財神》 郭源元、林彥君、潘逸安
- 2017年11月16日《天天樂財神錄影》 2017年12月27日《天天樂財神》蔡頤榛、巫苡萱、陳大天
- 2018年1月16日《型男大主廚》NONO
- 2018年2月4日《飢餓遊戲》韓宜邦、曾子余、楊繡惠、王湘瑩、汪珮瑩
- 2018年5月1日《娛樂百分百》Wish,Masha、偉晉劉書宏、鮪魚
- 2018年5月1日《娛樂百分百》Wish,Masha、偉晉、劉書宏、鮪魚
- 2018年5月14日《來自星星的事》王凱、馬世莉、兵家绮、沈世朋
- 2018年6月9日《娛樂百分百》Wish,Masha、劉書宏、博焱、李洛洋、詹子晴、2Sweet
- 2018年6月15日《小明星大跟班》Vicky、甄莉、咪咪、Paul、劉書宏、萁萁、萁媽
- 2018年7月30日《型男大主廚》黃沐妍、房思瑜
- 2018年8月19日《飢餓遊戲》徐小可、阿Ben、謝京穎、趙孟姿、洪都拉斯、張泰山
- 2018年9月17日《型男大主廚》佟凱玲、妞妞、張文绮
- 2018年11月28日《型男大主廚》寶拉、杜力
- 2019年1月1日《型男大主廚》黃喬歆、Apple
- 2019年1月5日《Fiv5鬪！龍虎門》白吉勝、徐小可、劉書宏、焦曼婷
- 2019年2月10日《飢餓遊戲》陳為民、黃靖倫、五熊、Una、沈世朋、瑪莉亞
- 2019年2月25日《型男大主廚》安妮、LENA、蔡昀彤
- 2019年4月8日《型男大主廚》撒基努、塔提雅娜、寶拉、杜力
- 2019年6月5日《綜藝大熱門》徐小可、阿BEN、古拉、本燙、無尊、大愷
- 2019年6月19日《型男大主廚》王美玲、陳隨意、謝宜君
- 2019年7月23日《閨蜜愛旅行》蔡頤榛
- 2019年7月29日《閨蜜愛旅行》蔡頤榛
- 2019年10月29日《大愛會客室》郭淑菁、官振宇
- 2019年11月6日《大愛會客室》郭淑菁、李亦捷、陳水山
- 2020年2月25日《娛樂百分百錄影》2020年3月19日《娛樂百分百》主題：《凹嗚狼人殺》偉晉、邱勝翊、任容萱、大鶴、吳岳擎、詹子晴、簡廷芮
- 2020年3月23日《娛樂百分百》主題：《凹嗚狼人殺》偉晉、邱勝翊、任容萱、大鶴、吳岳擎、詹子晴、簡廷芮
- 2020年3月27日《娛樂百分百》主題：《明星店到店》邱勝翊、任容萱、吳岳擎、大鶴
- 2020年3月25日《娛樂百分百錄影》 2020年4月23日《娛樂百分百》主題：《2年8班》播出 偉晉、邱勝翊、任容萱、邱鋒澤、紀卜心、嘻小瓜、詹子晴
- 2020年3月25日《娛樂百分百錄影》 2020年4月27日《娛樂百分百》播出主題：《凹嗚狼人殺》 偉晉、邱勝翊、任容萱、姚以緹、大鶴、吳岳擎、荳荳、徐凱希
- 2020年4月1日《型男大主廚錄影》2020年4月20日《型男大主廚》播出 邱勝翊、吳岳擎
- 2020年3月25日《娛樂百分百錄影》 2020年5月4日《娛樂百分百》主題：《2年8班》播出 偉晉、邱勝翊、任容萱、邱鋒澤、紀卜心、嘻小瓜、詹子晴
- 2020年10月14日《單身行不行》丁寧
- 2021年10月19日《綜藝大熱門錄影》2021年12月3日《綜藝大熱門》五熊、黃少谷、黃豪平、吳震亞、顏正國、王宣、李唯楓、劉紀範、黃甄妮  舒子晨、何美、陳韻喬、段旭明、周孝安、林昀希、金在勳
- 2021年11月10日《歡樂智多星錄影》2021年12月2日《歡樂智多星》播出 吳岳擎、任容萱
- 2022年3月8日 《歡樂智多星錄影》2022年4月4日 《歡樂智多星》播出 蔡頤榛、陳為民、舒子晨、許得瑋、林佩遙
- 2022年5月11日 《今晚開讚吧》阿喜、Junior、阿Ben
- 2022年5月24日 《歡樂智多星錄影》2022年6月28日 《歡樂智多星》播出 黃少谷、何妤玟、奧斯丁、海產、巫苡萱
- 2022年11月8日 《歡樂智多星錄影》2022年11月24日 《歡樂智多星》播出 蔡頤榛、張皓羽、黃少谷、班傑、林采薇
- 2022年12月4日 《一袋女王錄影》2022年12月14日《一袋女王》播出 蔡頤榛、APPLE、黃喬歆、陳宇風、陳熙鋒
- 2023年7月18日 《家庭8點檔》 曾陽晴、貝貝蕾、謙謙、#Andre
- 2023年9月21日 《全家有智慧錄影》2023年11月27日《全家有智慧》 蔡頤榛、蔡昀彤、曾沛慈、蔡禮安、黃鐙輝
- 2023年10月31日 《家庭8點檔錄影》2024年3月14日《家庭8點檔》曾陽晴、宮能安、Winny、圓圓
- 2024年4月1日 《家庭8點檔》晏信中 、大恬、二寶哥 、STEVEN
- 2024年4月12日 《百變智多星錄影》2024年5月2日 《百變智多星播出》蔡頤榛、大文、Nina、劉黛瑩、小祿
- 2024年9月27《醫師好辣》王思佳、徐瑋吟
- 2024年12月12《11點熱炒店錄影》黃小柔、蔡頤榛、謝和弦

## 出版作品

### 書籍
| 發行日         | 書名                         |
| -------------- | ---------------------------- |
| 2006年3月1日   | 《終極一班》寫真書           |
| 2006年8月8日   | 《終極一班》幕後寫真         |
| 2007年8月10日  | 《終極一家》寫真書           |
| 2007年8月10日  | 《終極一家》幕後寫真         |
| 2007年10月11日 | 《終極一家》 聖戰武器        |
| 2010年8月14日  | 《萌學園之萌騎士傳奇》寫真書 |
| 2011年11月23日 | 《萌學園3魔法號令》寫真書    |
| 2013年7月10日  | 《終極一班3》 酷帥寫真       |
| 2013年8月7日   | 《終極一班3》 戰力筆記書     |
| 2013年10月17日 | 《終極一班3》 寫真撲克牌     |
| 2013年10月27日 | 《終極一班3》 閃光戰鬥寫真   |
| 2014年7月4日   | 《終極X宿舍》 寫真撲克牌     |
| 2014年7月14日  | 《終極X宿舍》 電視寫真       |

## 主持作品
- 歡樂星期三☼與萌有約群星會

## 廣告代言
| 年份   | 廣告                             |
| ------ | -------------------------------- |
| 2008年 | 麥當勞 泡菜牛肉吉士堡篇          |
| 2010年 | 防網拍詐騙 終極三國篇            |
| 2012年 | 台北市政府消防局防災教育宣導短片 |